# Ейтенз (Мічиган)
Ейтенз (англ. Athens) — селище (англ. village) в США, в окрузі Калгун штату Мічиган. Населення — 936 осіб (2020).

## Географія
Ейтенз розташований за координатами 42°5′15″ пн. ш. 85°14′10″ зх. д. / 42.08750° пн. ш. 85.23611° зх. д. (42.087394, -85.236217).  За даними Бюро перепису населення США в 2010 році селище мало площу 2,62 км², з яких 2,61 км² — суходіл та 0,02 км² — водойми.

## Демографія
Згідно з переписом 2010 року, у селищі мешкали 1024 особи в 387 домогосподарствах у складі 279 родин. Густота населення становила 390 осіб/км².  Було 424 помешкання (162/км²).
Расовий склад населення:
| - 95,4 % — білих - 0,9 % — корінних американців - 0,5 % — чорних або афроамериканців - 0,1 % — вихідців з тихоокеанських островів - 0,1 % — азіатів |

До двох чи більше рас належало 2,2 %. Частка іспаномовних становила 1,4 % від усіх жителів.
За віковим діапазоном населення розподілялося таким чином: 24,0 % — особи молодші 18 років, 61,9 % — особи у віці 18—64 років, 14,1 % — особи у віці 65 років та старші. Медіана віку мешканця становила 38,9 року. На 100 осіб жіночої статі у селищі припадало 101,2 чоловіків;  на 100 жінок у віці від 18 років та старших — 96,0 чоловіків також старших 18 років.
Середній дохід на одне домашнє господарство  становив 54 664 долари США (медіана — 48 750), а середній дохід на одну сім'ю — 59 801 долар (медіана — 53 558). Медіана доходів становила 52 500 доларів для чоловіків та 31 875 доларів для жінок. За межею бідності перебувало 8,5 % осіб, у тому числі 12,1 % дітей у віці до 18 років та 9,8 % осіб у віці 65 років та старших.
Цивільне працевлаштоване населення становило 461 осіб. Основні галузі зайнятості: освіта, охорона здоров'я та соціальна допомога — 24,1 %, виробництво — 19,3 %, роздрібна торгівля — 18,4 %.